# Verrue génitale
 Mise en garde médicale
Une verrue génitale, aussi appelé condylome, condylomata acuminata, condylomes acuminés, est une infection sexuellement transmissible (IST) extrêmement contagieuse due à certaines variantes du papillomavirus humain (HPV). Ces verrues peuvent se présenter comme des excroissances indolores touchant la peau ou les muqueuses de la région anale ou génitale. Leur aspect le plus fréquent leur vaut le surnom de « crêtes de coq », mais les lésions peuvent parfois être planes, voire invisibles à l'œil nu.

## Localisation, présentation

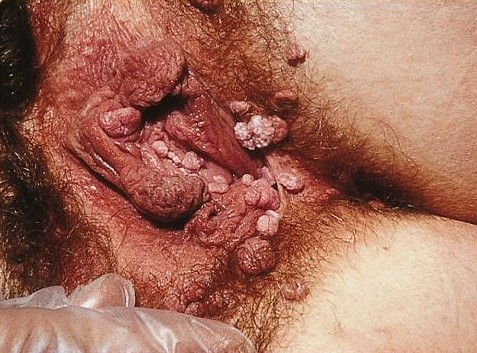
Cas sévère de condylomes génitaux sur une vulve.

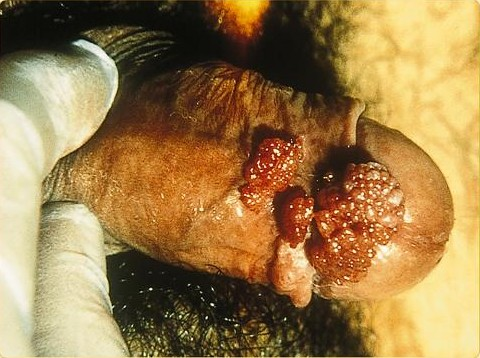
Cas sévère de condylomes génitaux sur un pénis.

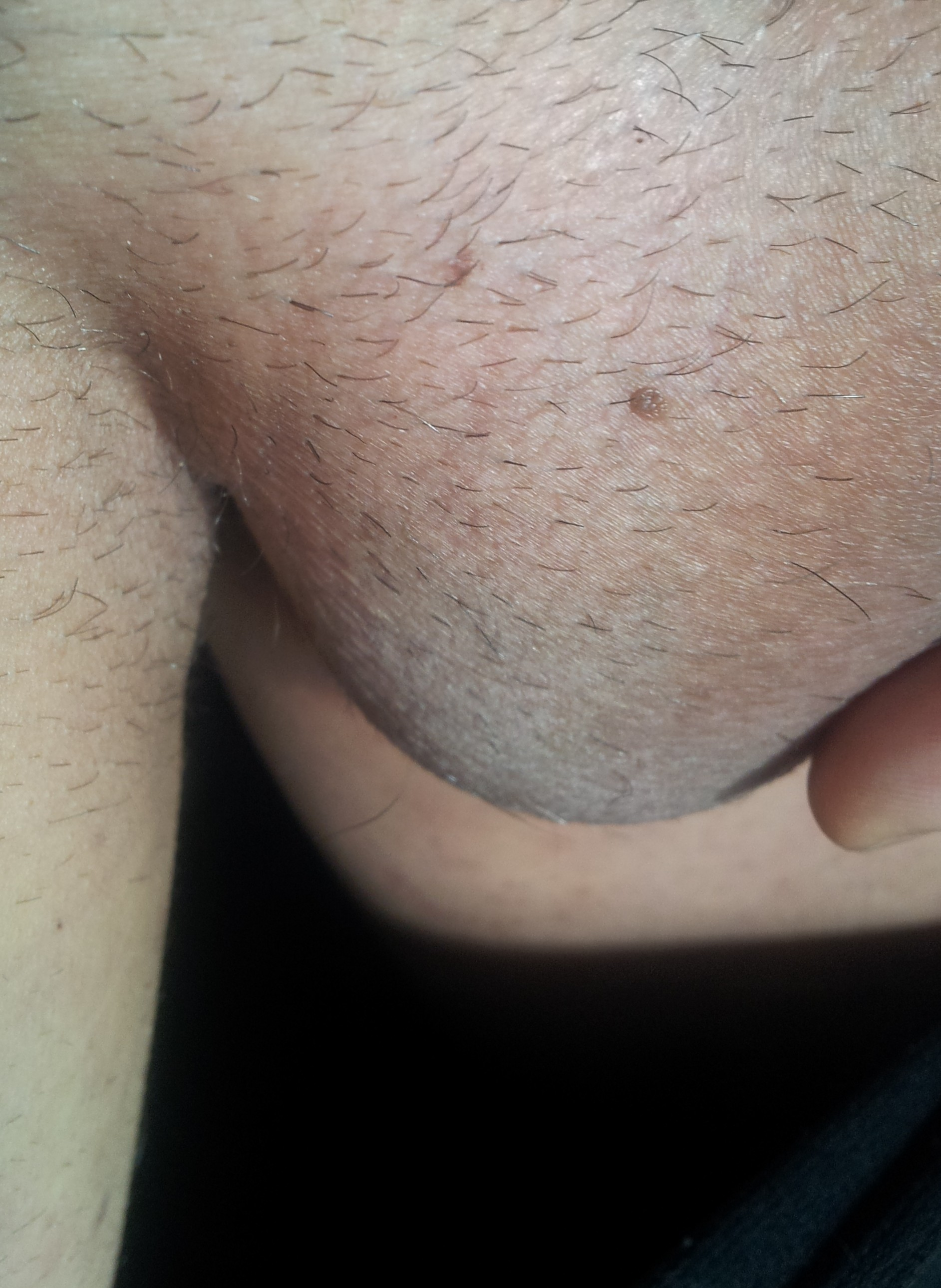
Petit condylome sur un scrotum.

Les verrues génitales sont les manifestations externes de cette infection[pas clair], les plus faciles à remarquer.
Chez la femme, les condylomes se situent sur la vulve, le clitoris, le vagin, le périnée ou l’anus. Chez l’homme, les verrues génitales se déposent sur le gland, la verge ou au niveau de la région périanale. Les condylomes sont parfois présents dans la cavité orale.
Les trois types de verrues génitales sont :
- Les condylomes acuminés, également appelés “crête de coq” ont une forme de crête dentelée. Leur relief proéminent détermine leur particularité. De couleur chair, rosée ou grisâtre, ils se manifestent localement ou en grappe. Ce sont les condylomes les plus fréquemment retrouvés et sont généralement bénins.
- Les condylomes papuleux comme leur nom l’indique témoignent la présence de papules pigmentés avec une couleur rosée à la surface lisse. Ils peuvent être isolés ou se développer en nappe.
- Les condylomes plans sont les plus difficiles à observer. Ils forment des petits boutons ou taches rouges autour de la région anale. Lorsqu’un examen clinique à l’œil nu ne permet pas de les voir, l’application de l’acide acétique à 5% et la colposcopie permet de les révéler[2].

## Histoire
Les condylomes sont connus depuis l’Antiquité, très largement décrits chez les auteurs grecs et romains, et même opérés avec succès dès l’époque classique. Hippocrate, Celse et Soranos d'Éphèse les citent à plusieurs reprises. Soranos, dans son traité Maladies des femmes, présente d'ailleurs un chapitre entier sur les condylomes (Περὶ κονδυλωμάτων).
Les Grecs désignent parfois les condylomes de manière métaphorique par le nom θύμιον (thumion), en raison de la ressemblance des verrues avec les efflorescences du thym. Pour les auteurs latins non médicaux, comme Martial ou Juvénal, les condylomes ressemblent plus à la chair du fruit du figuier qu’à la fleur du thym, d’où les noms latins ficus et marisca (sorte de figuier).
Concernant l’étiologie, la condylomatose est le seul mal pour lequel l’étiologie vénérienne est affirmée dans l’Antiquité, non dans la littérature médicale, mais dans la littérature satirique. La croyance à la transmission de cette maladie par l’acte sexuel, en particulier par la sodomie, est évoquée dans les vers satiriques de Martial et Juvénal,.

## Transmission
Le papillomavirus humain se transmet au cours de rapports sexuels (rapports buccogénitaux compris,,) avec un partenaire infecté. Le HPV peut aussi se transmettre au cours de simples contacts cutanés directs ou même indirects ; par exemple avec des sex-toys infectés, avec des vêtements ou sous vêtements infectés, dans des saunas et lors de petites lésions des muqueuses ou lors d'irritations locales,.
Les personnes immunodéprimées sont plus susceptibles de présenter des verrues génitales.

## Risques de cancer
Les condylomes cutanés du type crêtes de coq ne se transforment qu'exceptionnellement en cancer, car les types de papillomavirus (il en existe environ deux cents) en cause sont faiblement oncogènes. Les crêtes de coq peuvent être causées par les formes 6, 11, 42, 44, 50, 53 et 83 de cette infection ; les formes 6 et 11 sont responsables de plus de 90 % des cas.

## Traitement

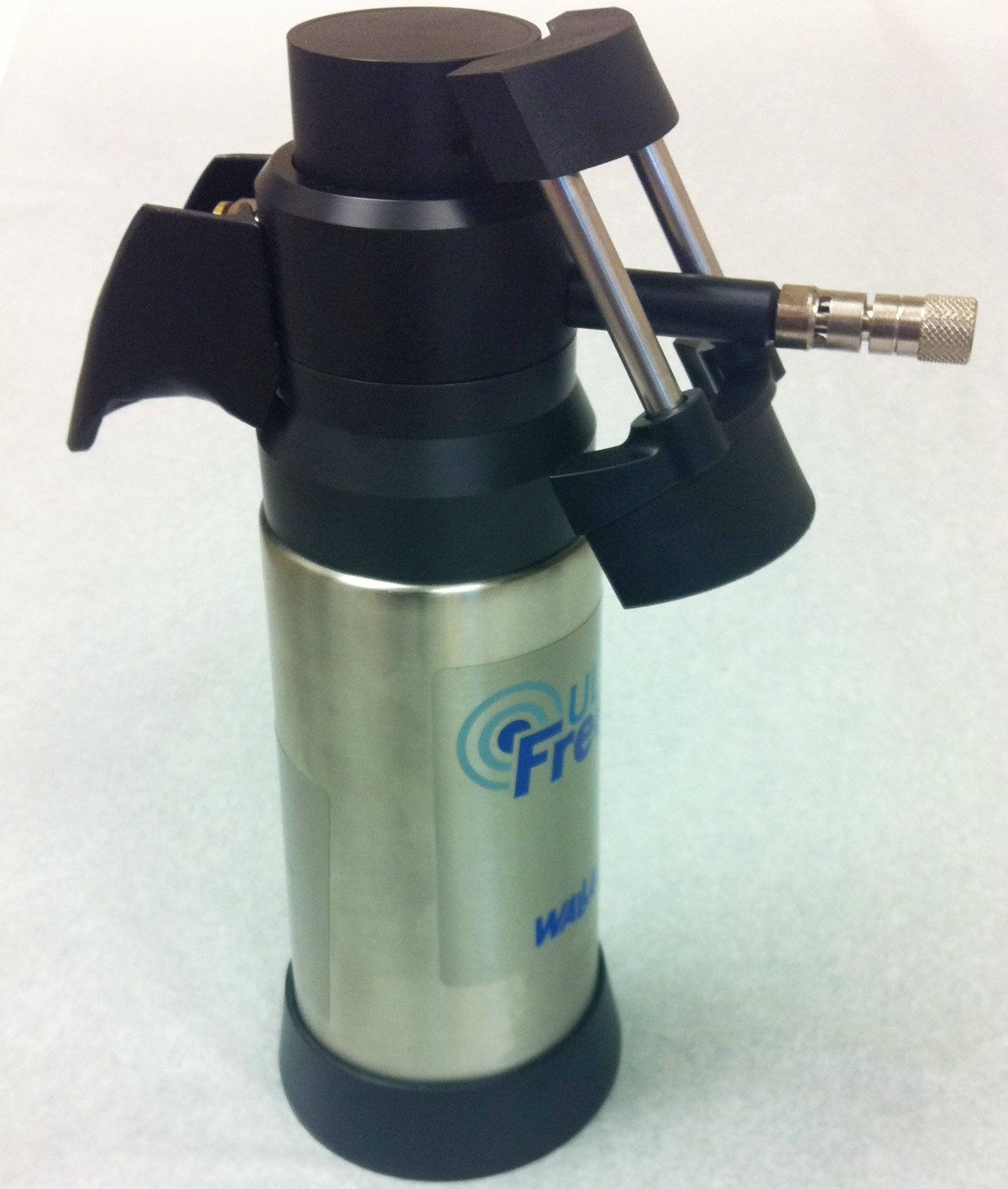
Pistolet de cryothérapie médicale, servant à « brûler » les condylomes.

Le traitement est local et peut faire appel :
- à des méthodes physiques : cryothérapie (azote liquide), curetage, laser CO2 ou bien électrocoagulation[21],
- à l'application de crèmes ou de lotions :  imiquimod (modification de la réponse immunitaire), podophyllotoxine ou fluorouracile[21].

Les preuves de l'efficacité de l'imiquimod sont faibles, les études publiées présentant des risques de biais (6 sur 10 ont été financées par des industriels). C'est à prendre en compte[pas clair] avec les effets indésirables associés et le choix parmi la palette des traitements disponibles.